# Battaglia di Marash (1920)
La battaglia di Marash (in turco Maraş Muharebesi), chiamata anche "Affare Marash", fu una battaglia che ebbe luogo all'inizio dell'inverno del 1920 tra le forze francesi che occupavano la città di Maraş nell'Impero ottomano e le forze nazionali turche legate a Mustafa Kemal Atatürk. Fu la prima grande battaglia della guerra d'indipendenza turca. Durò tre settimane e costrinse alla fine i francesi ad abbandonare e ritirarsi da Marash. Provocò un massacro turco di rifugiati armeni che erano appena stati rimpatriati nella città dopo il genocidio armeno.

## Contesto
Dopo la resa dell'Impero ottomano agli Alleati nell'ottobre 1918, la città di Marash era stata occupata congiuntamente dagli eserciti britannico e francese (quest'ultimo composto in gran parte da armeni della Legione armena francese). Nel febbraio 1919, il feldmaresciallo Edmund Allenby nominò un certo numero di ufficiali francesi per sovrintendere all'amministrazione della regione della Cilicia e al rimpatrio di decine di migliaia di armeni che erano stati deportati durante la guerra nel corso del genocidio. In pochi mesi furono rimpatriati circa 150 000 armeni, di cui 20 000 nativi di Marash.
Nei mesi successivi alla fine della guerra, la Cilicia era diventata anche fonte di contesa tra inglesi e francesi, che aspiravano entrambi a stabilire un'influenza nella regione. Il governo britannico, tuttavia, era sotto forte pressione interna per ritirare e smobilitare le sue forze in Medio Oriente e il 15 settembre 1919, il primo ministro David Lloyd George accettò a malincuore una proposta del primo ministro Georges Clemenceau di far assumere formalmente il controllo della Cilicia ai francesi. Il trasferimento del comando avvenne il 4 novembre, ma la promessa del feldmaresciallo Ferdinand Foch di rinforzare le forze esistenti nell'area con almeno 32 battaglioni di fanteria, 20 squadroni di cavalleria e 14 batterie di artiglieria non venne mantenuta. Le unità francesi furono quindi private di mezzi blindati e supporto aereo e mancavano di armi automatiche, artiglieria pesante e persino trasmettitori e di piccioni viaggiatori.
L'incidente di Sütçü İmam contribuì inoltre a scatenare disordini pubblici.

### Movimenti nazionalisti turchi

La città di Marash si trovava nel Vilayet di Aleppo.

La rivalità anglo-francese aveva portato all'unione e al rafforzamento del Movimento Nazionale Turco sotto la guida di Mustafa Kemal Pasha. Atatürk aveva denunciato l'occupazione alleata della Cilicia nel novembre 1919 e le forze a lui fedeli si stavano preparando tenacemente a lanciare una grande insurrezione contro le unità francesi sparse di guarnigione a Marash, Antep e Urfa. Ufficiali esperti, tra cui il capitano Ali Kılıç, furono inviati da Mustafa Kemal per organizzare le unità tribali e le bande di chete (combattenti irregolari) nella regione. Il movimento nazionalista turco fu in grado di ottenere il sostegno dei musulmani locali in Cilicia che avevano beneficiato delle proprietà armene rubate e che non volevano restituirle ai proprietari originari.
Le forze turche a Marash erano 2 500 Alcuni di loro erano armati con vecchi fucili da caccia e altri con armi da mischia. Prima della battaglia, ottennero 850 fucili, due mitragliatrici e due cannoni (non utilizzati durante i combattimenti), dall'edificio della gendarmeria a Marash. Quelli senza armi da fuoco si armarono di fucili acquistati da soldati francesi morti.
Nel gennaio 1920, i convogli di rifornimento e le linee di comunicazione francesi venivano regolarmente attaccati dai partigiani e gli armeni, che erano stati rimpatriati, venivano molestati e spinti ancora una volta a lasciare le loro case. I francesi tentarono di ammorbidire gli elementi della minoranza musulmana (circassi, aleviti, curdi) a Marash creando unità di gendarmeria, ma ciò incoraggiò solo i nazionalisti turchi ad issare la bandiera turca sulla cittadella abbandonata di Marash e a intimidire quei musulmani che collaboravano con i francesi. Le truppe francesi a Marash includevano molti algerini, e anche armeni che erano stati arruolati di recente, ed è stato affermato che questi ultimi avrebbero "infastidito la popolazione locale, con il loro atteggiamento arrogante mentre passeggiavano per le strade nelle loro uniformi francesi".
Vedendo tutto ciò, il capitano Pierre-Jean Daniel André, capo del distaccamento di Marash, chiese ulteriori rinforzi ma, a causa dell'indecisione del suo superiore, il tenente colonnello Jean Flye-Sainte-Marie, gli fu ordinato di recarsi ad Adana per informare il comandante della divisione, il generale di brigata Julien Dufieux, della situazione. Dufieux accettò di inviare uomini in più sotto il comando del generale Quérette a Marash ma il 17 gennaio, quando arrivarono i rinforzi, i francesi avevano già perso l'iniziativa: i convogli di rifornimento a Bel Punar ed El-Oghlu erano stati attaccati e una colonna di soccorso guidata dal comandante del battaglione maggiore Corneloup era caduto in un'imboscata. Il 21 gennaio, il generale Quérette convocò i notabili musulmani di Marash nel suo quartier generale in una caserma nel nord della città e presentò loro prove che indicavano la loro complicità negli attacchi chiedendo di porre fine alle ostilità. Quando i leader se ne andarono, il capo della polizia turca Arslan Toğuz estrasse la pistola e sparò cinque colpi in aria, segnalando l'inizio della rivolta.

## Battaglia e assedio

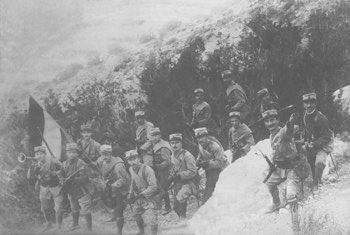
La maggior parte della guarnigione francese a Marash era composta da armeni (come quelli della Legione armena francese visti sopra), algerini e senegalesi.

Le prime unità francesi ad essere attaccate furono quelle degli ufficiali che accompagnavano la gendarmeria locale, o di guardia. I contingenti della guarnigione francese a Marash, che contavano solo 2 000 uomini, furono separati l'uno dall'altro durante l'assedio cittadino. Non esistevano comunicazioni dirette tra Marash e il quartier generale della divisione e il generale Dufieux fu informato dell'insurrezione solo il 31 gennaio, dopo che diversi armeni della Legione armena francese riuscirono a travestirsi da musulmani e ad attraversare le linee di battaglia. Nominò immediatamente il tenente colonnello Robert Normand a guidare una spedizione di soccorso a Marash, composta da tre battaglioni di fanteria e mezzo squadrone di cavalleria, e inviò voli di ricognizione aerea, dando speranza agli assediati francesi, armeni e americani che stavano assistendo i soccorsi locali popolazione.
Il colonnello Robert Normand scrisse il resoconto della sua campagna in Cilicia, inclusa la campagna di Marash, nel suo libro Colonnes dans le Levant. Condusse una brillante carriera nell'esercito francese quando tornò in Francia. Fu promosso generale di brigata, il più giovane dell'esercito a raggiungere il grado. Alla fine diventò Directeur du Génie, la più alta responsabilità del Genio. Come tale, fu responsabile della costruzione della Linea Maginot in Francia. Morì, come generale di divisione in un incidente ferroviario nel 1932.
Il 7 febbraio, l'unità di Normand si fece strada in città e iniziò a bombardare le posizioni turche con l'artiglieria pesante. Il giorno seguente sostituì la colonna di Cornelope, che aveva tenuto la sua posizione per due settimane, e fece irruzione per raggiungere il quartier generale del generale Quérette. Con stupore di Quérette, Normand disse di essere venuto con l'ordine del generale Dufieux di iniziare l'evacuazione completa della guarnigione francese di Marash, seguita dalla popolazione cristiana e quella musulmana fedele. Quérette era riluttante a eseguire un simile comando, ma Normand sostenne che non sarebbero stati inviati più rinforzi o rifornimenti. Con questo in mente Quérette acconsentì all'evacuazione. Ironia della sorte, l'ordine di evacuazione arrivò proprio nello stesso momento in cui i nazionalisti turchi cercavano un cessate il fuoco: non appena il generale Quérette iniziò le trattative con il rappresentante turco, il dottor Mustafa, Normand gli disse di prepararsi all'evacuazione.
Alle 3:00 del mattino dell'11 febbraio, Quérette aveva distrutto i depositi di munizioni rimanenti e si preparava a fuoriuscire col favore del buio notturno. Tuttavia, non furono in grado di farlo e 3 000 armeni riuscirono a fuggire con le truppe francesi in tre giorni, in 121 km di lunga marcia verso İslahiye. Un migliaio di rifugiati armeni erano morti per la stanchezza e per il freddo pungente quando raggiunsero İslahiye il 13 febbraio.
Le vittime francesi della battaglia includevano 160 morti, 280 feriti, 170 dispersi e 300 gravemente assiderati.

### Massacro degli armeni
L'assedio di Marash, durato tre settimane, fu accompagnato anche dal massacro dei rimpatriati armeni. I primi rapporti indicano il numero di morti armeni a non meno di 16 000, anche se questo dato è stato successivamente rivisto fino a 5 000-12 000, che sono considerate cifre molto più probabili.
Un chirurgo dell'ospedale tedesco riferì che circa 3 000 armeni nella zona intorno alla chiesa di Santo Stefano erano stati uccisi da abitanti dei villaggi turchi, curdi e circassi.
Gli armeni, come avevano fatto in precedenti periodi di difficoltà, cercarono rifugio nelle loro chiese e scuole. Vi erano sei chiese armene apostoliche, tre chiese armene evangeliche e una cattedrale cattolica. Alcuni, che erano fuggiti da Santo Stefano prima che fosse dato alle fiamme, cercarono rifugio in un convento francescano, mentre altri si nascosero ancora in una fabbrica di sapone, nutrendosi di scorte di frutta secca, tarhana e olio d'oliva per diversi giorni prima che i turchi li raggiungessero. L'ospedale di soccorso americano venne preso di mira il 22 gennaio. I legionari armeni tentarono di mettere in piedi una difesa, ma alla fine furono sopraffatti. Tutte le chiese e alla fine gli interi quartieri armeni furono dati alle fiamme. La situazione degli armeni venne esacerbata solo quando i francesi decisero di ritirarsi il 10 febbraio. Quando i 2000 armeni che si erano rifugiati nella cattedrale cattolica tentarono di seguire la ritirata, furono abbattuti dal fuoco dei fucili turchi e delle mitragliatrici.

## Conseguenze
Alla Conferenza di Londra del febbraio 1920 il Consiglio supremo alleato, che all'epoca stava elaborando i dettagli di un trattato di pace che avrebbe presentato al governo ottomano, rimase stupito dalla notizia della sconfitta dell'esercito francese e del massacro degli armeni a Marash. L'Alto Comando francese, tuttavia, non indicò pubblicamente che fosse accaduto qualcosa di grave. Internamente, però, rimasero sbalorditi da questa mossa lanciata dai nazionalisti turchi. La battaglia e il massacro furono discussi con fervore dalla stampa europea e americana, oltre che dal parlamento britannico. Lloyd George era preoccupato che esistesse un esercito di regolari di Atatürk, e accusò la scarsa intelligenza militare. Il ruolo del colonnello Normand nell'ordinare l'evacuazione, in particolare, suscitò accese polemiche poiché i membri dello staff del generale Dufieux sostenevano che nessun ordine di evacuazione era mai stato dato. A Dufieux, tuttavia, fu inspiegabilmente detto dal comandante anziano e generale dell'esercito del Levante Henri Gouraud che avrebbe dovuto lasciar cadere la questione. Il colonnello francese Édouard Brémond, l'amministratore capo della zona di occupazione, riflesse sulla decisione nelle sue memorie:
Pochi anni dopo, dichiarò francamente: "Il colonnello Normand non ha portato un ordine per l'evacuazione; l'ha dato [enfasi nell'originale]".  Nella sua analisi del conflitto, il soccorritore americano Stanley E. Kerr attribuisce il ritiro inter alia alla posizione insostenibile che lo stesso esercito francese aveva assunto, alla sua incapacità di fornire rifornimenti adeguati ai suoi uomini e alla sua incapacità di svolgere lavoro di intelligence.
A Costantinopoli, i rappresentanti militari alleati spinsero a minacciare il governo ottomano per la vicenda, mentre i francesi esplorarono contemporaneamente la possibilità di raggiungere un modus vivendi con Atatürk. Il Consiglio supremo alleato deliberò sul modo migliore di rispondere; alcuni dei delegati presenti, tra cui Lloyd-George, insistettero sulla necessità di esercitare una forte pressione contro il governo ottomano per prevenire nuove atrocità. Altri diplomatici erano scettici all'idea. I funzionari concordarono anche sul fatto che il governo ottomano avrebbe dovuto destituire Atatürk dall'incarico, sebbene ammettessero che una tale mossa era impraticabile, dal momento che il governo ottomano non aveva alcun controllo su Atatürk, che stava guidando un contro-governo turco in Anatolia. Nonostante le obiezioni fatte dal British War Office, una decisione fu finalmente raggiunta il 10 marzo. I leader britannici, francesi e italiani decisero di autorizzare l'occupazione formale di Costantinopoli che venne effettuata dalle forze sotto il comando del generale George F. Milne la mattina del 16 marzo.
Il 7 aprile 1925, Marash divenne una delle due città della Turchia a ricevere la medaglia d'indipendenza turca (l'altra città fu İnebolu).